# Agustín Peralta
Agustín Peralta, vollständiger Name Sergio Agustín Peralta Rodríguez, (* 17. Juni 1995 in Paysandú) ist ein uruguayischer Fußballspieler.

## Karriere

### Verein
Der 1,81 Meter große Mittelfeldakteur Peralta spielte von 2008 bis 2013 für den Danubio FC. Mitte August 2013 schloss er sich der Nachwuchsmannschaft (Formativas) von Peñarol Montevideo an. In der ersten Augusthälfte 2016 wechselte er auf Leihbasis zu Sud América. Dort debütierte er am 11. September 2016 in der Primera División, als er von Trainer Julio Fuentes am 3. Spieltag der Spielzeit 2016 bei der 0:2-Auswärtsniederlage gegen Defensor Sporting in der 77. Spielminute für Julián Perujo eingewechselt wurde. Während der Saison 2016 kam er einmal (kein Tor) in der Liga zum Einsatz. Anschließend kehrte er zu Peñarol zurück.

### Nationalmannschaft
Peralta gehörte von 2010 bis 2011 der uruguayischen U-17-Nationalmannschaft an und bestritt in diesem Zeitraum elf Länderspiele, bei denen er zwei Treffer erzielte.